# Габриеле Фалопио
Габриеле Фалопио (1523 – 1562) е италиански лекар, свещеник и анатом. Той именува основни части от човешкото тяло.
Роден е в град Модена. Ученият е първият, който точно описва тръбите, водещи от яйчника до матката. Освен това, прави и изседвания свързани с ларинкса, мускулното действие, дишането и направи семенни изследвания върху вкостяването на костите. Други негови открития са етмоидната кост, слъзния канал и плацентата.